# Фішбахау
Фішбахау (нім. Fischbachau) — громада в Німеччині, знаходиться в землі Баварія. Підпорядковується адміністративному округу Верхня Баварія. Входить до складу району Місбах.
Площа — 75,91 км2. Населення становить 5694 ос. (станом на 31 грудня 2020).